# 【ら】
『ら』は、2014年公開の日本映画。監督は水井真希。

## 解説
水井真希の初監督作品。本作は、水井自身が第一の被害者になった実際の連続拉致事件をベースとして映像化をした。
作品タイトル「ら」は、無理に連れて行く「拉」など複数の意味が込めている。英題は引き留める、缶詰にするなどの「KEPT」。
主演のまゆか役は、複数回のオーディションを経ても決定せず難航する。プロデューサーの西村がゲスト出演したイベントで、ゲスト出席していた映画監督の金子修介と一緒にいた加弥乃の写真を水井へ送ると、まゆか役に抜擢された。加弥乃は事務所に所属していなかった。撮影は2013年9月25日にクランクインし、5日間ロケーションのちに30日にクランクアップした。
ゆうばり国際ファンタスティック映画祭2014など国内外10の映画祭で上映された。渋谷アップリンク、名古屋シネマスコーレ、大阪第七藝術劇場、シネマルナティックなどにて上映された。ゆうばり国際ファンタスティック映画祭開催期間中、スカパーで複数回放送した。
監督の水井、プロデューサーの西村、主演の加弥乃は、各劇場で精力的に舞台挨拶やゲストを交えたトークショウを開催した。本作は題材が社会的に重く、上映後の空気も非常に重かった。

## キャスト
- まゆか：加弥乃
- 男・畜生：小場賢
- みさと：ももは
- リナ：衣緒菜
- かすみ：文月
- ゆうこ：亜季
- みさとの母：佐倉萌
- 酒屋店員：久住翠希
- フクロウ：屋敷紘子

## スタッフ
- エグゼクティブプロデューサー：松本創
- プロデューサー・監督補・造形監督：西村喜廣
- 協力プロデューサー: 英語字幕海外宣伝	マーク・ウォルコウ
- 撮影：Shu G. 百瀬
- 照明：太田博
- 録音・効果音・整音：中川究矢
- 特殊メイク：下畑和秀
- 助監督：塩崎遵
- 製作：船木光
- VFXスーパーバイザー：鹿角剛
- 音楽：Blood-Stained Fellow
- テーマ曲：「Spirits Song」
- 編集：西村喜廣、水井真希
- 監督・脚本：水井真希

## 映画祭上映
- ゆうばり国際ファンタスティック映画祭2014 オフシアターコンペティション入選 2014年2月27日～3月3日開催
- ボストンアンダーグラウンド映画祭16th コンペティション入選 2014年3月26日～30日開催（アメリカ）
- モーベースジャンル映画祭 海外長編コンペティション入選 2014年4月16日～24日開催（フランス）
- ジャパンフィルムフェスティバルハムバーグ 2014年5月28日～6月1日開催（ドイツ）
- ダラスアジア映画祭2014 2014年7月10日～17日開催（アメリカ）
- ストレンジャーウィズマイフェイス映画祭2014 2014年8月21日～24日開催（オーストラリア）
- ミネアポリスアンダーグラウンド映画祭2014 2014年10月1日～5日開催（アメリカ）
- Feratum映画祭2014 2014年10月2日～5日開催（メキシコ）
- カメラジャパンフェスティバル2014 2014年10月2日～12日開催（オランダ）
- 第7回オホーツク網走フィルムフェスティバル 招待作品 2014年11月7日～9日開催

## DVD
2016年12月2日にアルバトロス・フィルムレーベルより発売。特典映像にメイキングと予告が収録されている。